# Molières 2001
La 15e Nuit des Molières a eu lieu le 7 mai 2001 au Théâtre Marigny et fut présidée par Robert Hossein.
La cérémonie a été mise en scène par Jean-Luc Tardieu et diffusée en direct sur France 2 à 20 h 50. Gabriel Monnet, pionnier de la décentralisation théâtrale, a été fêté par la ministre de la culture, Catherine Tasca. Un Molière d'honneur a été décerné à Madeleine Robinson, les mémoires de Louis Jouvet et de Jean Vilar ont été évoquées.

## Molière du comédien
- Simon Abkarian dans Une bête sur la Lune
  - Michel Aumont dans Le Grand Retour de Boris S.
  - Jean-François Balmer dans Novecento
  - Bernard Giraudeau dans Becket ou l'Honneur de Dieu
  - Jacques Villeret dans Jeffrey Bernard est souffrant

## Molière de la comédienne
- Corinne Jaber dans Une bête sur la Lune
  - Isabelle Adjani dans La Dame aux camélias
  - Isabelle Huppert dans Médée
  - Ludmila Mikaël dans Un trait de l'esprit
  - Catherine Rich dans L'Homme du hasard

## Molière du comédien dans un second rôle
- Georges Wilson dans Une chatte sur un toit brûlant
  - François Lalande dans Staline Mélodie
  - Philippe Magnan dans Les Directeurs
  - Jean Négroni dans Marie Hasparen
  - Philippe Uchan dans Glengarry Glen Ross

## Molière de la comédienne dans un second rôle
- Annick Alane dans Une chatte sur un toit brûlant
  - Aurore Clément dans La Dame aux camélias
  - Éliza Maillot dans Un homme à la mer
  - Yasmina Reza dans Trois versions de la vie
  - Barbara Schulz dans Joyeuses Pâques

## Molière de la révélation théâtrale
- Édouard Baer dans Cravate Club
  - Simon Abkarian dans Une bête sur la lune
  - Daniel Besse dans Les Directeurs
  - Benoît Giros dans Ladies night
  - Patrick Lizana dans Comédie sur un quai de gare

- Barbara Schulz dans Joyeuses Pâques
  - Sylvie Blotnikas dans Antoine et Catherine
  - Léa Drucker dans Danny et la grande bleue
  - Françoise Gillard dans Le Mal court
  - Corinne Jaber dans Une bête sur la lune

## Molière de la meilleure pièce du répertoire
- Une bête sur la lune[2]
  - Une chatte sur un toit brûlant
  - Becket ou l'Honneur de Dieu
  - Le Cercle de craie caucasien
  - Le mal court

## Molière de la meilleure pièce de création
- Les Directeurs
  - Le Grand Retour de Boris S.
  - Les Monologues du vagin
  - Novecento
  - Trois versions de la vie

## Molière du meilleur spectacle comique
- Ladies Night
  - Joyeuses Pâques
  - Monsieur chasse !
  - Le Squat

## Molière du spectacle musical
- Chantons sous la pluie
  - Mistinguett
  - Le Sire de Vergy

## Molière du meilleur one man show ou spectacle de sketches
- Valérie Lemercier
  - Dany Boon
  - Laurent Gerra

## Molière de l'auteur
- Daniel Besse pour Les Directeurs
  - Samuel Benchetrit pour Comédie sur un quai de gare
  - Jean-Marie Besset pour Commentaire d'amour
  - Serge Kribus pour Le Grand Retour de Boris S.
  - Yasmina Reza pour Trois versions de la vie

## Molière de l'adaptateur
- Daniel Loayza pour Une bête sur la lune
  - Françoise Brun pour Novecento
  - Dominique Deschamps pour Les Monologues du vagin
  - Alain Helle pour Ladies night
  - Pierre Laville pour Une chatte sur un toit brûlant

## Molière du metteur en scène
- Irina Brook pour Une bête sur la lune
  - Benno Besson pour Le Cercle de craie caucasien
  - Etienne Bierry pour Les Directeurs
  - Marcel Bluwal pour Le Grand Retour de Boris S
  - Didier Long pour Becket ou l'Honneur de Dieu

## Molière du décorateur scénographe
- Ezio Toffolutti pour Le Cercle de craie caucasien
  - Edouard Laug pour Une chatte sur un toit brûlant
  - Rudy Sabounghi pour Médée
  - Nicolas Sire pour Fernando Krapp m'a écrit cette lettre

## Molière du créateur de costumes
- Ezio Toffolutti pour Le Cercle de craie caucasien
  - Pascale Bordet pour Monsieur chasse !
  - Dominique Borg pour La Dame aux camélias
  - Véronique Seymat pour Becket ou l'Honneur de Dieu

## Molière du créateur de lumières
- André Diot pour Le Cercle de craie caucasien
  - Laurent Béal pour Trois versions de la vie
  - Patrice Besombes pour Becket ou l'Honneur de Dieu
  - Jacques Rouveyrollis pour La Dame aux camélias

## Molière d'honneur
- Madeleine Robinson
- Gabriel Monnet

## Déroulement de la soirée
Cette 15e Nuit des Molières a été dominée sans partage par Une bête sur la lune avec 5 Molières remportés : Meilleur comédien et Meilleure comédienne (première fois dans l'histoire de la soirée que les deux interprètes principaux d'un même spectacle sont simultanément récompensés), Meilleure mise en scène, Meilleure pièce de répertoire et Meilleure adaptation. Un record battu par L'Hiver sous la table de Roland Topor, mis en scène par Zabou Breitman au Théâtre de l'Atelier qui récolte 6 Molières en 2004. À noter qu'en plus des catégories de Comédien et Comédienne dont ils sortent victorieux, Simon Abkarian et Corinne Jaber sont également nommés cette année-là aux Révélations théâtrales masculine et féminine pour la même pièce mais sans succès.